# Sembayat (Manyar)
Sembayat is een bestuurslaag in het regentschap Gresik van de provincie Oost-Java, Indonesië. Sembayat telt 6366 inwoners (volkstelling 2010).